# Sminthopsis dolichura
Sminthopsis dolichura е вид бозайник от семейство Торбести мишки (Dasyuridae).

## Разпространение
Видът е разпространен в Австралия.